# جهله به گند
جَهله به گُند، در افسانه‌ها و اساطیر ایرانی، نام مردی سیاهپوست و بالابلند (بلند قد) است که پاهایی بلند و بیضه‌هایی به بزرگی جهله [نوعی کوزه بزرگ و کروی شکل با ماهیت غیرایستا] دارد. جهله به گند، اغلب در دربندها و کوچه‌ها و گذرگاه‌ها می‌ایستد، در حالیکه پاهای خویش را در دو جانب کوچه یا گذر نهاده و بیضه‌هایش را در میان آویزان و معلق می‌سازد، طوریکه بیضه‌های بزرگ او، راه را بر عابر می‌بندد.